# Коцмижув
Коцмижув (пол. Kocmyrzów) — село в Польщі, у гміні Коцмижув-Любожиця Краківського повіту Малопольського воєводства.
Населення — 1004 особи (2011).
У 1975-1998 роках село належало до Краківського воєводства.

## Демографія
Демографічна структура станом на 31 березня 2011 року:
|          | Загалом | Допрацездатний вік | Працездатний вік | Постпрацездатний вік |
| -------- | ------- | ------------------ | ---------------- | -------------------- |
| Чоловіки | 498     | 98                 | 356              | 44                   |
| Жінки    | 506     | 96                 | 297              | 113                  |
| Разом    | 1004    | 194                | 653              | 157                  |